# Mohamed al-Malky
Mohamed Amer al-Rashed al-Malky (né le 1er décembre 1962) est un athlète omanais, spécialiste du 400 mètres. 
Il participe à trois Jeux olympiques consécutifs de 1984 à 1992 et obtient son meilleur résultat lors de ceux de 1988 en prenant la huitième place de l'épreuve du 400 m en 45 s 03. En 1990, à Pékin, Mohamed Al-Malky remporte la médaille d'or des Jeux asiatiques quatre ans après avoir décroché la médaille de bronze. Il s'adjuge par ailleurs le titre des championnats d'Asie de 1987 (45 s 77), et obtient deux médailles d'argent en 1985 et 1989.
Il a détenu le record d'Asie du 400 mètres à compter du 12 août 1988, à Budapest, en 44 s 56.